# 龙格现象

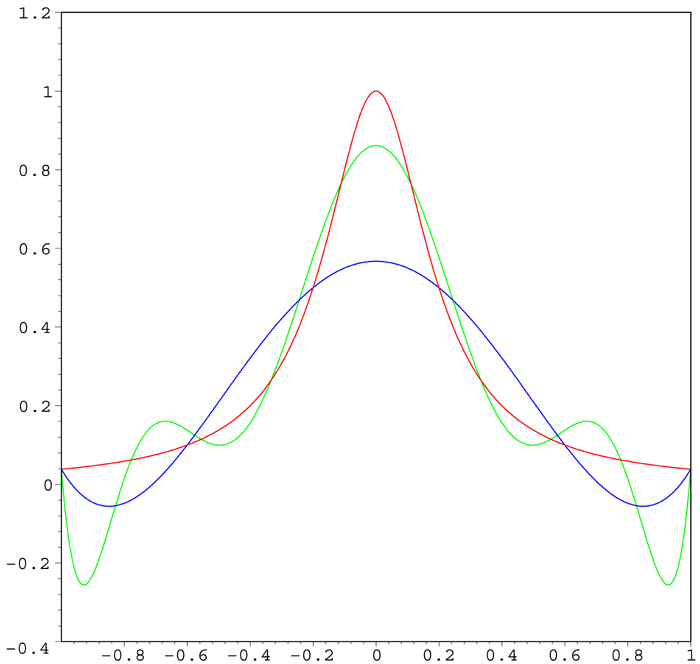
红色曲线是龙格函数，蓝色曲线是 5 阶多项式，绿色曲线是 9 阶多项式。随着阶次的增加，误差逐渐变大

在数值分析领域中，龙格现象是在一组等间插值点上使用具有高次多项式的多项式插值时出现的区间边缘处的振荡问题。 它是由卡尔·龙格（Carl Runge）在探索使用多项式插值逼近某些函数时的错误行为时发现的。这一发现非常重要，因为它表明使用高次多项式插值并不总能提高准确性。 该现象与傅里叶级数近似中的吉布斯现象相似。

## 介绍
魏尔斯特拉斯逼近定理表明，对于定义在区间{\displaystyle [a,b]}上的每个连续函数{\displaystyle f(x)}，存在一组多项式函数{\displaystyle P_{n}(n=0,1,2,...)}，当n趋向于无穷大时，近似于{\displaystyle [a,b]}上具有一致收敛的{\displaystyle f(x)}，也就是说，
{\displaystyle \lim _{n\rightarrow \infty }\left(\max _{a\leq x\leq b}\left|f(x)-P_{n}(x)\right|\right)=0.}
考虑使用通过那些点的{\displaystyle n}次多项式{\displaystyle P_{n}(x)}来插值计算通过函数{\displaystyle f(x)}的{\displaystyle n+1}个等间隔点的情况。自然地，可以从魏尔斯特拉斯的定理中期望使用更多的点将导致{\displaystyle f(x)}的更准确的重构。然而，这组特定的多项式函数{\displaystyle P_{n}(x)}并不能保证具有一致收敛的性质；该定理仅指出存在一组多项式函数，而没有提供找到一个的一般方法。
随着{\displaystyle n}的增加，以这种方式产生的{\displaystyle P_{n}(x)}实际上可能偏离{\displaystyle f(x)}；这通常发生在靠近插值点的端点。这种现象以龙格命名。

## 问题
考虑以下龙格函数：
{\displaystyle f(x)={\frac {1}{1+25x^{2}}}\,}
龙格发现如果使用 {\displaystyle \leq n} 阶多项式 {\displaystyle P_{n}(x)} 在 −1 与 1 之间按照
{\displaystyle x_{i}=-1+(i-1){\frac {2}{n}},\qquad i\in \left\{1,2,\dots ,n+1\right\}}
这样的等距点xi 进行插值，那么在接近端点 −1 与 1 的地方插值结果就会出现震荡。
可以证明，在多项式的阶数增高时插值误差甚至会趋向无限大：
{\displaystyle \lim _{n\rightarrow \infty }\left(\max _{-1\leq x\leq 1}|f(x)-P_{n}(x)|\right)=\infty }

## 解决龙格现象的办法
使用切比雪夫节点代替等距点可以减小震荡，在这种情况下，随着多项式阶次的增加最大误差逐渐减小。这个现象表明高阶多项式通常不适合用于插值。使用分段多项式样条可以避免这个问题。如果要减小插值误差，那么可以增加构成样条的多项式的数目，而不必是增加多项式的阶次。